# Oriolus bouroensis
Oriolus bouroensis е вид птица от семейство Oriolidae.

## Разпространение
Видът е разпространен в Индонезия.